# Беклер, Антуан

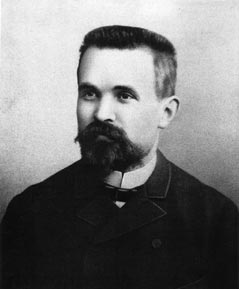
Антуан Беклер

Антуан Беклер (17 марта 1856, Париж — 1939) — французский вирусолог, иммунолог, пионер в области радиологии и рентгенологии.

## Биография
Начал работать врачом в Лилле в 1887 году, достиг успехов в борьбе с корью. Сразу после открытия в 1895 году рентгеновского излучения Беклер стал горячим сторонником его применения в медицине. Он стал первым преподавателем рентгенологии во Франции и в 1897 году создал первую лабораторию радиологии в Париже.
С 1902 года начал применять лучевую терапию для лечения онкологических заболеваний. Написал целый ряд работ в данной области, во время Первой мировой войны был руководителем отдела рентгенологии в военно-медицинской службе. В 1908 году стал членом Французской академии медицинских наук, в 1928 году возглавил её.